# Legislatura 2020–2024 (Camera Deputaților)
Ludovic Orban a fost ales Președinte al Camerei Deputaților ca membru al PNL. Ludovic Orban a demisionat de la șefia Camerei Deputaților în octombrie ca urmare a pierderii președinției PNL. Interimatele au fost ocupate de Florin Roman și Sorin Grindeanu. În luna noiembrie ca urmare a desemnării și învestirii guvernului Ciucă,  funcția de Președinte al Camerei Deputaților a fost cedată președintelui PSD Marcel Ciolacu.
| Partid | Partid                                 | Mandate alese | Mandate alese | Pierdute | Câștigate | Mandate prezent | Mandate prezent |
| Partid | Partid                                 | Mandate       | %             | Pierdute | Câștigate | Mandate         | %               |
| ------ | -------------------------------------- | ------------- | ------------- | -------- | --------- | --------------- | --------------- |
| ;      | Partidul Social Democrat               | 110           | 33.33%        | 5        | 1         | 106             | 32.12%          |
|        | Partidul Național Liberal              | 93            | 28.18%        | 15       | 1         | 79              | 23.94%          |
|        | Uniunea Salvați România                | 55            | 16.66%        | 0        | 0         | 55              | 16.66%          |
|        | Alianța pentru Unirea Românilor        | 33            | 10%           | 3        | 0         | 30              | 9.39%           |
|        | Uniunea Democrată Maghiară din România | 21            | 6.36%         | 1        | 0         | 20              | 6.06%           |
|        | Partidele minorităților etnice         | 18            | 5.45%         | 0        | 0         | 18              | 5.45%           |
|        | Forța Dreptei                          | —             | —             | 0        | 14        | 14              | 4.24%           |
|        | Partidul Puterii Umaniste              | —             | —             | 0        | 4         | 4               | 1.21%           |
|        | Independenți                           | —             | —             | 0        | 3         | 3               | 0.90%           |
|        | Partidul Neamului Românesc             | —             | —             | 0        | 1         | 1               | 0.73%           |
| Total  | Total                                  | 330           | 100           | —        | —         | 330             | 100             |

### Compoziția guvernelor și a opoziției

#### 2020-2021
| Guvern               | Forțe politice | Forțe politice                                          | Poziție                      | Ideologie                                                          | Mandate       |
| -------------------- | -------------- | ------------------------------------------------------- | ---------------------------- | ------------------------------------------------------------------ | ------------- |
| Guvernul Florin Cîțu |                | Partidul Național Liberal (PNL)                         | Centru-dreapta               | Liberalism conservator, Pro-europenism, Liberalism economic        | 187 / 330 57% |
| Guvernul Florin Cîțu |                | Uniunea Salvați România (USR)                           | Centru-dreapta               | Progresism, Anticorupție, Pro-europenism                           | 187 / 330 57% |
| Guvernul Florin Cîțu |                | Uniunea Democrată Maghiară din România (UDMR/RMDSZ)     | Centru-dreapta               | Drepturile minorității maghiare, Creștin democrație, Transilvanism | 187 / 330 57% |
| Guvernul Florin Cîțu |                | Partidele minorităților etnice din România (Minorități) | Centru                       | Drepturile minorităților etnice                                    | 187 / 330 57% |
|                      |                |                                                         |                              |                                                                    |               |
| Opoziție             |                | Partidul Social Democrat (PSD)                          | Centru-stânga                | Social democrație, Populism de stânga, Conservatorism social       | 143 / 330 43% |
| Opoziție             |                | Alianța pentru Unirea Românilor (AUR)                   | Dreapta spre extrema dreaptă | Naționalism românesc, Populism de dreapta, Euroscepticism slab     | 143 / 330 43% |

#### Septembrie-noiembrie 2021
| Guvern               | Forțe politice | Forțe politice                                          | Poziție                      | Ideologie                                                          | Mandate       |
| -------------------- | -------------- | ------------------------------------------------------- | ---------------------------- | ------------------------------------------------------------------ | ------------- |
| Guvernul Florin Cîțu |                | Partidul Național Liberal (PNL)                         | Centru-dreapta               | Liberalism conservator, Pro-europenism, Liberalism economic        | 132 / 330 41% |
| Guvernul Florin Cîțu |                | Uniunea Democrată Maghiară din România (UDMR/RMDSZ)     | Centru-dreapta               | Drepturile minorității maghiare, Creștin democrație, Transilvanism | 132 / 330 41% |
| Guvernul Florin Cîțu |                | Partidele minorităților etnice din România (Minorități) | Centru                       | Drepturile minorităților etnice                                    | 132 / 330 41% |
|                      |                |                                                         |                              |                                                                    |               |
| Opoziție             |                | Partidul Social Democrat (PSD)                          | Centru-stânga                | Social democrație, Populism de stânga, Conservatorism social       | 198 / 330 59% |
| Opoziție             |                | Uniunea Salvați România (USR)                           | Centru-dreapta               | Progresism, Anticorupție, Pro-europenism                           | 198 / 330 59% |
| Opoziție             |                | Alianța pentru Unirea Românilor (AUR)                   | Dreapta spre extrema dreaptă | Naționalism românesc, Populism de dreapta, Euroscepticism slab     | 198 / 330 59% |
| Opoziție             |                | Partidul Puterii Umaniste (PPU)                         | Centru-stânga                | Liberalism social, Umanism pragmatic, Protecționism                | 198 / 330 59% |
| Opoziție             |                | Independenți                                            | -                            | -                                                                  | 198 / 330 59% |

#### Noiembrie 2021-iunie 2023
| Guvern                 | Forțe politice | Forțe politice                                          | Poziție                      | Ideologie                                                          | Mandate       |
| ---------------------- | -------------- | ------------------------------------------------------- | ---------------------------- | ------------------------------------------------------------------ | ------------- |
| Guvernul Nicolae Ciucă |                | Partidul Național Liberal (PNL)                         | Centru-dreapta               | Populism, Pro-europenism, Liberalism economic                      | 226 / 330 69% |
| Guvernul Nicolae Ciucă |                | Partidul Social Democrat (PSD)                          | Centru-stânga                | Social democrație, Populism de stânga, Conservatorism social       | 226 / 330 69% |
| Guvernul Nicolae Ciucă |                | Uniunea Democrată Maghiară din România (UDMR/RMDSZ)     | Centru-dreapta               | Drepturile minorității maghiare, Creștin democrație, Transilvanism | 226 / 330 69% |
| Guvernul Nicolae Ciucă |                | Partidul Puterii Umaniste (PPU)                         | Centru-stânga                | Liberalism social, Umanism pragmatic, Protecționism                | 226 / 330 69% |
| Guvernul Nicolae Ciucă |                | Partidele minorităților etnice din România (Minorități) | Centru                       | Drepturile minorităților etnice                                    | 226 / 330 69% |
|                        |                |                                                         |                              |                                                                    |               |
| Opoziție               |                | Uniunea Salvați România (USR)                           | Centru-dreapta               | Progresism, Anticorupție, Pro-europenism                           | 103 / 330 21% |
| Opoziție               |                | Alianța pentru Unirea Românilor (AUR)                   | Dreapta spre extrema dreaptă | Naționalism românesc, Populism de dreapta, Euroscepticism slab     | 103 / 330 21% |
| Opoziție               |                | Forța Dreptei (FD)                                      | Centru-dreapta               | Liberalism conservator, Creștin-democrație, Pro-europenism         | 103 / 330 21% |
| Opoziție               |                | Reînnoim Proiectul European al României (REPER)         | Centru                       | Liberalism social, Tehnocrație, Pro-europenism                     | 103 / 330 21% |
| Opoziție               |                | Partidul Alternativa Dreaptă (AD)                       | Dreapta                      | Conservatorism social, Conservatorism național, Euroscepticism     | 103 / 330 21% |
| Opoziție               |                | Partidul Neamului Românesc (PNR)                        | Dreapta spre extrema dreaptă | Naționalism românesc, Conservatorism național, Euroscepticism      | 103 / 330 21% |
| Opoziție               |                | Alianța pentru Patrie (ApP)                             | Extrema dreaptă              | Conservatorism național, Populism, Euroscepticism                  | 103 / 330 21% |

#### Iunie 2023 - decembrie 2024
| Guvern                  | Forțe politice | Forțe politice                                          | Poziție                      | Ideologie                                                          | Mandate       |
| ----------------------- | -------------- | ------------------------------------------------------- | ---------------------------- | ------------------------------------------------------------------ | ------------- |
| Guvernul Marcel Ciolacu |                | Partidul Național Liberal (PNL)                         | Centru-dreapta               | Populism, Pro-europenism, Liberalism economic                      | 206 / 330 63% |
| Guvernul Marcel Ciolacu |                | Partidul Social Democrat (PSD)                          | Centru-stânga                | Social democrație, Populism de stânga, Conservatorism social       | 206 / 330 63% |
| Guvernul Marcel Ciolacu |                | Partidul Puterii Umaniste (PPU)                         | Centru-stânga                | Liberalism social, Umanism pragmatic, Protecționism                | 206 / 330 63% |
| Guvernul Marcel Ciolacu |                | Partidele minorităților etnice din România (Minorități) | Centru                       | Drepturile minorităților etnice                                    | 206 / 330 63% |
|                         |                |                                                         |                              |                                                                    |               |
| Opoziție                |                | Uniunea Salvați România (USR)                           | Centru-dreapta               | Progresism, Anticorupție, Pro-europenism                           | 123 / 330 36% |
| Opoziție                |                | Alianța pentru Unirea Românilor (AUR)                   | Dreapta spre extrema dreaptă | Naționalism românesc, Populism de dreapta, Euroscepticism slab     | 123 / 330 36% |
| Opoziție                |                | Uniunea Democrată Maghiară din România (UDMR/RMDSZ)     | Centru-dreapta               | Drepturile minorității maghiare, Creștin democrație, Transilvanism | 123 / 330 36% |
| Opoziție                |                | Forța Dreptei (FD)                                      | Centru-dreapta               | Liberalism conservator, Creștin-democrație, Pro-europenism         | 123 / 330 36% |
| Opoziție                |                | Reînnoim Proiectul European al României (REPER)         | Centru                       | Liberalism social, Tehnocrație, Pro-europenism                     | 123 / 330 36% |
| Opoziție                |                | Partidul Alternativa Dreaptă (AD)                       | Dreapta                      | Conservatorism social, Conservatorism național, Euroscepticism     | 123 / 330 36% |
| Opoziție                |                | Partidul Neamului Românesc (PNR)                        | Dreapta spre extrema dreaptă | Naționalism românesc, Conservatorism național, Euroscepticism      | 123 / 330 36% |
| Opoziție                |                | Alianța pentru Patrie (ApP)                             | Extrema dreaptă              | Conservatorism național, Populism, Euroscepticism                  | 123 / 330 36% |

## Listă deputați
Această listă prezintă lista celor 330 de deputați din România în legislatura 2020–2024.
| Număr | Prenume și nume                 | Denumire        | Grup parlamentar      | Observație                                                                          |
| ----- | ------------------------------- | --------------- | --------------------- | ----------------------------------------------------------------------------------- |
| 1/1   | Corneliu Olar                   | Alba            | PNL                   | decedat la 15 februarie 2022                                                        |
| 1/2   | Ion-Alin-Dan Ignat              | Alba            | PNL                   | de la 14 martie 2022                                                                |
| 2     | Florin Roman                    | Alba            | PNL                   |                                                                                     |
| 3     | Daniel-Gheorghe Rusu            | Alba            | FD                    | ales din partea AUR                                                                 |
| 4     | Beniamin Todosiu                | Alba            | PSD                   | ales din partea USR-PLUS                                                            |
| 5     | Radu-Marcel Tuhuț               | Alba            | PSD                   |                                                                                     |
| 6     | Adrian Alda                     | Arad            | PSD                   |                                                                                     |
| 7     | Ovidiu-Sergiu Bîlcea            | Arad            | PNL                   |                                                                                     |
| 8     | Petru Farago                    | Arad            | UDMR                  |                                                                                     |
| 9     | Mihai-Viorel Fifor              | Arad            | PSD                   |                                                                                     |
| 10    | Vasile Nagy                     | Arad            | FD                    | ales din partea AUR                                                                 |
| 11    | Glad-Aurel Varga                | Arad            | PNL                   |                                                                                     |
| 12    | Adrian Wiener                   | Arad            | USR                   |                                                                                     |
| 13    | Aurel Bălășoiu                  | Argeș           | PSD                   |                                                                                     |
| 14    | Simona Bucura-Oprescu           | Argeș           | PSD                   |                                                                                     |
| 15    | Mircea Chelaru                  | Argeș           | AUR                   |                                                                                     |
| 16    | Daniel Constantin               | Argeș           | PNL                   |                                                                                     |
| 17    | Nicolae Georgescu               | Argeș           | PSD                   |                                                                                     |
| 18    | Remus-Gabriel Mihalcea          | Argeș           | PSD                   |                                                                                     |
| 19    | Gheorghe Adrian Miuțescu        | Argeș           | FD                    | ales din partea PNL                                                                 |
| 20    | Liviu-Ionuț Moșteanu            | Argeș           | USR                   |                                                                                     |
| 21    | Nicolae Pavelescu               | Argeș           | PSD                   |                                                                                     |
| 22    | Antonio Andrușceac              | Bacău           | AUR                   |                                                                                     |
| 23    | Ana-Maria Cătăuță               | Bacău           | PSD                   |                                                                                     |
| 24    | Cătălina Ciofu                  | Bacău           | PNL                   |                                                                                     |
| 25    | Costel Neculai Dunava           | Bacău           | PSD                   |                                                                                     |
| 26    | Mircea Fechet                   | Bacău           | PNL                   |                                                                                     |
| 27    | Ionel Floroiu                   | Bacău           | PSD                   |                                                                                     |
| 28    | Elena Hărătău                   | Bacău           | PNL                   |                                                                                     |
| 29    | Cristian-Paul Ichim             | Bacău           | REPER                 | ales din partea USR-PLUS                                                            |
| 30    | Claudiu-Augustin Ilișanu        | Bacău           | PSD                   |                                                                                     |
| 31    | Teodor Lazăr                    | Bacău           | USR                   |                                                                                     |
| 32    | Rozália-Ibolya Biró             | Bihor           | UDMR                  |                                                                                     |
| 33    | Steluța-Gustica Cătăniciu       | Bihor           | PPU-SL                |                                                                                     |
| 34    | Vasile-Aurel Căuș               | Bihor           | PNL                   |                                                                                     |
| 35    | Ioan Cupșa                      | Bihor           | PNL                   |                                                                                     |
| 36    | Silviu Dehelean                 | Bihor           | USR                   |                                                                                     |
| 37    | János Kiss                      | Bihor           | PNL                   |                                                                                     |
| 38    | Mihai Ioan Lasca                | Bihor           | AUR                   |                                                                                     |
| 39    | Ioan Mang                       | Bihor           | PSD                   |                                                                                     |
| 40    | Ödön Szabó                      | Bihor           | UDMR                  |                                                                                     |
| 41    | Bogdan-Gruia Ivan               | Bistrița-Năsăud | PSD                   |                                                                                     |
| 42    | Olivia-Diana Morar              | Bistrița-Năsăud | PNL                   |                                                                                     |
| 43    | Lóránt-Zoltán Sas               | Bistrița-Năsăud | REPER                 | ales din partea USR-PLUS                                                            |
| 44    | Robert-Ionatan Sighiartău       | Bistrița-Năsăud | PNL                   |                                                                                     |
| 45    | Vasile-Daniel Suciu             | Bistrița-Năsăud | PSD                   |                                                                                     |
| 46    | Marius-Constantin Budăi         | Botoșani        | PSD                   |                                                                                     |
| 47    | Andrei-Iulian Drancă            | Botoșani        | USR                   |                                                                                     |
| 48/1  | Lucian Feodorov                 | Botoșani        | AUR                   | decedat la 16 martie 2022                                                           |
| 48/2  | Radu-Vicențiu Grădinaru         | Botoșani        | AUR                   | de la 5 aprilie 2022                                                                |
| 49/1  | Constantin-Neculai Pătrăuceanu  | Botoșani        | PSD                   | până la 1 februarie 2021                                                            |
| 49/2  | Alexandra Huțu                  | Botoșani        | PSD                   | de la 1 februarie 2021                                                              |
| 50    | Dan-Constantin Șlincu           | Botoșani        | PSD                   |                                                                                     |
| 51    | Costel Șoptică                  | Botoșani        | PNL                   |                                                                                     |
| 52    | Gabriel Andronache              | Brașov          | PNL                   |                                                                                     |
| 53/1  | Ionuț-Sorin Banciu              | Brașov          | PNL                   | până la 8 martie 2021                                                               |
| 53/2  | Cristina-Agnes Vecerdi          | Brașov          | PNL                   | de la 10 martie 2021                                                                |
| 54    | Tudor-Vlad Benga                | Brașov          | USR                   |                                                                                     |
| 55    | Dumitru Flucuș                  | Brașov          | AUR                   | ales din partea PNL                                                                 |
| 56    | Victor Ilie                     | Brașov          | USR                   |                                                                                     |
| 57    | Marius-Andrei Miftode           | Brașov          | USR                   |                                                                                     |
| 58    | Ana-Loredana Predescu           | Brașov          | AUR                   | aleasă din partea PSD                                                               |
| 59    | Marian-Iulian Rasaliu           | Brașov          | PSD                   |                                                                                     |
| 60/1  | Francisc Tobă                   | Brașov          | Alianța pentru Patrie | de la 17 februarie 2021; ales din partea AUR până la moartea sa la 15 august 2023   |
| 60/2  | Raluca-Maria Borta              | Brașov          | AUR                   | de la 14 septembrie 2023                                                            |
| 61    | Ciprian Ciubuc                  | Brăila          | AUR                   |                                                                                     |
| 62    | Florin Mircea                   | Brăila          | PSD                   |                                                                                     |
| 63    | Nicu Niță                       | Brăila          | PSD                   |                                                                                     |
| 64    | George-Adrian Paladi            | Brăila          | PNL                   | ales din partea PSD                                                                 |
| 65    | Alexandru Popa                  | Brăila          | PNL                   |                                                                                     |
| 66/1  | Gabriel-Ioan Avrămescu          | Buzău           | PNL                   | până la 22 decembrie 2023                                                           |
| 66/2  | Claudia Benchescu-Pecingină     | Buzău           | PNL                   | de la 7 februarie 2024                                                              |
| 67    | Ion-Marcel Ciolacu              | Buzău           | PSD                   |                                                                                     |
| 68    | Andi-Lucian Cristea             | Buzău           | PSD                   |                                                                                     |
| 69    | Romeo-Daniel Lungu              | Buzău           | PSD                   |                                                                                     |
| 70    | Nicolae Roman                   | Buzău           | AD                    | ales din partea AUR                                                                 |
| 71    | Laurențiu-Cristinel Țepeluș     | Buzău           | PSD                   |                                                                                     |
| 72    | Emanuel-Dumitru Ungureanu       | Buzău           | USR                   |                                                                                     |
| 73    | Romulus-Marius Damian           | Caraș-Severin   | PSD                   |                                                                                     |
| 74    | Florin-Silviu Hurduzeu          | Caraș-Severin   | PSD                   |                                                                                     |
| 75    | Attila Kelemen                  | Caraș-Severin   | UDMR                  |                                                                                     |
| 76    | Jaro Norbert Marșalic           | Caraș-Severin   | PNL                   |                                                                                     |
| 77    | Dumitru Rujan                   | Caraș-Severin   | PNL                   |                                                                                     |
| 78    | Călin-Constantin Balabașciuc    | Călărași        | AUR                   |                                                                                     |
| 79    | Constantin Bîrcă                | Călărași        | PSD                   |                                                                                     |
| 80    | Dumitru Coarnă                  | Călărași        | AUR                   | ales din partea PSD                                                                 |
| 81    | Florian-Emil Dumitru            | Călărași        | PNL                   |                                                                                     |
| 82    | Patriciu-Andrei Achimaș-Cadariu | Cluj            | PSD                   |                                                                                     |
| 83    | Viorel Băltărețu                | Cluj            | PLUS                  |                                                                                     |
| 84    | Cristina Burciu                 | Cluj            | PNL                   |                                                                                     |
| 85    | Ilie-Alin Coleșa                | Cluj            | AUR                   |                                                                                     |
| 86    | Botond Csoma                    | Cluj            | UDMR                  |                                                                                     |
| 87    | Radu-Marin Moisin               | Cluj            | PNL                   |                                                                                     |
| 88    | Sorin-Dan Moldovan              | Cluj            | PNL                   |                                                                                     |
| 89    | Radu-Iulian Molnar              | Cluj            | USR                   |                                                                                     |
| 90    | Oana Murariu                    | Cluj            | PLUS                  |                                                                                     |
| 91    | Ioan-Sabin Sărmaș               | Cluj            | PNL                   |                                                                                     |
| 92    | Dănuț Aelenei                   | Constanța       | AUR                   |                                                                                     |
| 93    | Mircea-Marius Banias            | Constanța       | PNL                   |                                                                                     |
| 94    | Bogdan-Alexandru Bola           | Constanța       | FD                    | ales din partea PNL                                                                 |
| 95    | Marian Crușoveanu               | Constanța       | PNL                   |                                                                                     |
| 96    | Ileana Cristina Dumitrache      | Constanța       | PSD                   |                                                                                     |
| 97    | Dumitru-Viorel Focșa            | Constanța       | AUR                   |                                                                                     |
| 98    | Bogdan-Iulian Huțucă            | Constanța       | PNL                   |                                                                                     |
| 99    | Stelian-Cristian Ion            | Constanța       | USR                   |                                                                                     |
| 100   | Dumitru-Lucian Lungoci          | Constanța       | PSD                   |                                                                                     |
| 101   | Cristina Camelia Rizea          | Constanța       | PSD                   | aleasă din partea USR-PLUS                                                          |
| 102   | Marius Horia Țuțuianu           | Constanța       | PSD                   |                                                                                     |
| 103   | Zacharie Benedek                | Covasna         | UDMR                  |                                                                                     |
| 104   | Károly Gál                      | Covasna         | UDMR                  |                                                                                     |
| 105   | Csaba Könczei                   | Covasna         | UDMR                  |                                                                                     |
| 106   | Zoltán Miklós                   | Covasna         | UDMR                  |                                                                                     |
| 107   | Liviu-Ioan Balint               | Dâmbovița       | PNL                   |                                                                                     |
| 108   | Daniel-Codruț Blaga             | Dâmbovița       | PLUS                  |                                                                                     |
| 109   | Georgeta-Carmen Holban          | Dâmbovița       | PSD                   |                                                                                     |
| 110   | Gabriel Plăiașu                 | Dâmbovița       | FD                    | ales din partea PNL                                                                 |
| 111   | Radu Mihai Popa                 | Dâmbovița       | PSD                   |                                                                                     |
| 112   | Marian Țachianu                 | Dâmbovița       | PSD                   |                                                                                     |
| 113   | Ioan Vulpescu                   | Dâmbovița       | PSD                   |                                                                                     |
| 114   | Iulian-Alexandru Badea          | Dolj            | PSD                   |                                                                                     |
| 115   | Ringo Dămureanu                 | Dolj            | AUR                   |                                                                                     |
| 116   | Daniel-Sorin Gheba              | Dolj            | AUR                   | ales din partea USR-PLUS                                                            |
| 117   | Nicolae Giugea                  | Dolj            | PNL                   |                                                                                     |
| 118   | Eliza-Mădălina Peța-Ștefănescu  | Dolj            | PSD                   |                                                                                     |
| 119   | Alexandra Presură               | Dolj            | PSD                   |                                                                                     |
| 120   | Ștefan-Bucur Stoica             | Dolj            | PNL                   |                                                                                     |
| 121   | Ionuț-Marian Stroe              | Dolj            | PNL                   |                                                                                     |
| 122   | Alina-Elena Tănăsescu           | Dolj            | PSD                   | prin renunțarea la mandat a lui Dumitru-Cosmin Durle, înainte de validarea acestuia |
| 123   | Laura-Cătălina Vicol-Ciorbă     | Dolj            | PSD                   |                                                                                     |
| 124   | Onuț Valeriu Atanasiu           | Galați          | PNL                   |                                                                                     |
| 125   | Laurențiu-Viorel Gîdei          | Galați          | PSD                   |                                                                                     |
| 126   | Mitică-Marius Mărgărit          | Galați          | PSD                   |                                                                                     |
| 127   | Sorin-Titus Muncaciu            | Galați          | AUR                   |                                                                                     |
| 128   | Aurel Nechita                   | Galați          | PSD                   |                                                                                     |
| 129   | Bogdan-Ionel Rodeanu            | Galați          | USR                   |                                                                                     |
| 130   | Viorica Sandu                   | Galați          | PSD                   |                                                                                     |
| 131   | Lilian Scripnic                 | Galați          | AUR                   |                                                                                     |
| 132   | George-Cătălin Stângă           | Galați          | PNL                   |                                                                                     |
| 133   | Alexandru-Ioan Andrei           | Giurgiu         | PNL                   |                                                                                     |
| 134   | Cristina-Elena Dinu             | Giurgiu         | PSD                   |                                                                                     |
| 135/1 | Maria-Gabriela Horga            | Giurgiu         | PNL                   | până la 20 decembrie 2023                                                           |
| 135/2 | Alina Meclea                    | Giurgiu         | PNL                   | de la 7 februarie 2024                                                              |
| 136   | Marian Mina                     | Giurgiu         | PSD                   |                                                                                     |
| 137   | Claudiu Manta                   | Gorj            | PSD                   |                                                                                     |
| 138   | Radu-Dinel Miruță               | Gorj            | USR                   |                                                                                     |
| 139   | Gheorghe Pecingină              | Gorj            | PNL                   |                                                                                     |
| 140   | Dan Vîlceanu                    | Gorj            | PNL                   |                                                                                     |
| 141   | Mihai Weber                     | Gorj            | PSD                   |                                                                                     |
| 142   | Sándor Bende                    | Harghita        | UDMR                  |                                                                                     |
| 143   | Gábor Hajdu                     | Harghita        | UDMR                  |                                                                                     |
| 144   | Hunor Kelemen                   | Harghita        | UDMR                  |                                                                                     |
| 145   | László-Zsolt Ladányi            | Harghita        | UDMR                  |                                                                                     |
| 146   | Zoltán Zakarias                 | Harghita        | UDMR                  |                                                                                     |
| 147   | Anamaria Gavrilă                | Hunedoara       | POT                   | aleasă din partea AUR                                                               |
| 148   | Pollyanna-Hanellore Hangan      | Hunedoara       | USR                   |                                                                                     |
| 149   | Natalia-Elena Intotero          | Hunedoara       | PSD                   |                                                                                     |
| 150   | Viorel Sălan                    | Hunedoara       | PSD                   |                                                                                     |
| 151   | Vetuța Stănescu                 | Hunedoara       | PNL                   |                                                                                     |
| 152   | Ilie Toma                       | Hunedoara       | PSD                   |                                                                                     |
| 153   | Rodica-Luminița Barcari         | Ialomița        | PNL                   |                                                                                     |
| 154   | Raluca Giorgiana Dumitrescu     | Ialomița        | PSD                   |                                                                                     |
| 155   | Ștefan Mușoiu                   | Ialomița        | PSD                   |                                                                                     |
| 156   | Titus Păunescu                  | Ialomița        | AUR                   |                                                                                     |
| 157   | Mihail Albișteanu               | Iași            | AUR                   |                                                                                     |
| 158   | Monica-Elena Berescu            | Iași            | PLUS                  |                                                                                     |
| 159   | Cosette-Paula Chichirău         | Iași            | USR                   |                                                                                     |
| 160   | Vasile Cîtea                    | Iași            | PSD                   |                                                                                     |
| 161   | Filip Havârneanu                | Iași            | USR                   |                                                                                     |
| 162   | Cristian-Daniel Ivănuță         | Iași            | AUR                   |                                                                                     |
| 163   | Alexandru Kocsis-Cristea        | Iași            | FD                    | ales din partea PNL.                                                                |
| 164   | Silviu Nicu Macovei             | Iași            | PSD                   |                                                                                     |
| 165   | Iulian-Alexandru Muraru         | Iași            | PNL                   |                                                                                     |
| 166   | Sorin Năcuță                    | Iași            | PNL                   |                                                                                     |
| 167   | Marius-Eugen Ostaficiuc         | Iași            | AUR                   | ales din partea PSD                                                                 |
| 168   | Vasilică Toma                   | Iași            | PSD                   |                                                                                     |
| 169   | Oana-Alexandra Cambera          | Ilfov           | REPER                 | aleasă din partea USR-PLUS                                                          |
| 170   | Andrei Daniel Gheorghe          | Ilfov           | PNL                   |                                                                                     |
| 171   | Daniel-Florin Ghiță             | Ilfov           | PSD                   |                                                                                     |
| 172   | Gianina Șerban                  | Ilfov           | AUR                   |                                                                                     |
| 173   | George-Cristian Tuță            | Ilfov           | PNL                   |                                                                                     |
| 174   | Florin-Alexandru Alexe          | Maramureș       | PNL                   |                                                                                     |
| 175   | Norbert Apjok                   | Maramureș       | UDMR                  |                                                                                     |
| 176   | Călin-Ioan Bota                 | Maramureș       | PNL                   |                                                                                     |
| 177   | Brian Cristian                  | Maramureș       | PLUS                  |                                                                                     |
| 178   | Darius Pop                      | Maramureș       | AUR                   |                                                                                     |
| 179   | Gheorghe Șimon                  | Maramureș       | PSD                   |                                                                                     |
| 180   | Gabriel-Valer Zetea             | Maramureș       | PSD                   |                                                                                     |
| 181   | Virgil Alin Chirilă             | Mehedinți       | PSD                   |                                                                                     |
| 182   | Cornel-Vasile Folescu           | Mehedinți       | AUR                   | ales din partea PSD                                                                 |
| 183   | Dumitru Mărculescu              | Mehedinți       | PNL                   |                                                                                     |
| 184   | Virgil-Daniel Popescu           | Mehedinți       | PNL                   |                                                                                     |
| 185   | Corneliu-Florin Buicu           | Mureș           | PSD                   |                                                                                     |
| 186   | Éva-Andrea Csép                 | Mureș           | UDMR                  |                                                                                     |
| 187   | Adrian Giurgiu                  | Mureș           | USR                   |                                                                                     |
| 188   | Dumitrița Gliga                 | Mureș           | PSD                   |                                                                                     |
| 189   | Anquetil-Károly Kolcsár         | Mureș           | UDMR                  |                                                                                     |
| 190   | József Kulcsár-Terza            | Mureș           | UDMR                  |                                                                                     |
| 191   | Ervin Molnar                    | Mureș           | PNL                   |                                                                                     |
| 192   | Dan Tanasă                      | Mureș           | AUR                   |                                                                                     |
| 193   | Iulian Bulai                    | Neamț           | USR                   |                                                                                     |
| 194   | Oana-Gianina Bulai              | Neamț           | PSD                   |                                                                                     |
| 195   | Mara-Daniela Calista            | Neamț           | PNL                   |                                                                                     |
| 196   | Corneliu-Mugurel Cozmanciuc     | Neamț           | PNL                   |                                                                                     |
| 197   | Laurențiu-Dan Leoreanu          | Neamț           | PNL                   |                                                                                     |
| 198   | Dumitrina Mitrea                | Neamț           | AUR                   |                                                                                     |
| 199   | Remus Munteanu                  | Neamț           | PSD                   |                                                                                     |
| 200   | Ciprian-Constantin Șerban       | Neamț           | PSD                   |                                                                                     |
| 201   | Emil-Florin Albotă              | Olt             | PSD                   |                                                                                     |
| 202   | Florin-Ionuț Barbu              | Olt             | PSD                   |                                                                                     |
| 203   | Adrian-Ionuț Chesnoiu           | Olt             | PSD                   |                                                                                     |
| 204   | Ion-Cătălin Grecu               | Olt             | PSD                   |                                                                                     |
| 205   | Marius-Ionel Iancu              | Olt             | PSD                   |                                                                                     |
| 206   | Gigel-Sorinel Știrbu            | Olt             | PNL                   |                                                                                     |
| 207   | Adrian-George Axinia            | Prahova         | AUR                   |                                                                                     |
| 208   | Grațiela-Leocadia Gavrilescu    | Prahova         | PPU-SL                |                                                                                     |
| 209   | George Ionescu                  | Prahova         | FD                    | ales din partea PNL                                                                 |
| 210   | Andrei-Răzvan Lupu              | Prahova         | REPER                 | ales din partea USR-PLUS                                                            |
| 211   | Rodica Paraschiv                | Prahova         | PSD                   |                                                                                     |
| 212   | Mihai-Laurențiu Polițeanu       | Prahova         | USR                   |                                                                                     |
| 213   | Marian-Cătălin Predoiu          | Prahova         | PNL                   |                                                                                     |
| 214   | Răzvan Sorin Prișcă             | Prahova         | PNL                   |                                                                                     |
| 215   | Mircea Roșca                    | Prahova         | PNL                   |                                                                                     |
| 216   | Simona-Maya Teodoroiu           | Prahova         | PSD                   |                                                                                     |
| 217   | Bogdan-Andrei Toader            | Prahova         | PSD                   |                                                                                     |
| 218   | Adrian-Felician Cozma           | Satu Mare       | PNL                   |                                                                                     |
| 219   | Radu-Mihai Cristescu            | Satu Mare       | PSD                   |                                                                                     |
| 220   | Loránd-Bálint Magyar            | Satu Mare       | UDMR                  |                                                                                     |
| 221   | Szabolcs Nagy                   | Satu Mare       | UDMR                  |                                                                                     |
| 222   | Radu Panait                     | Satu Mare       | USR                   |                                                                                     |
| 223   | Lucian Nicolae Bode             | Sălaj           | PNL                   |                                                                                     |
| 224   | Florian-Claudiu Neaga           | Sălaj           | PSD                   |                                                                                     |
| 225   | Alin-Costel Prunean             | Sălaj           | REPER                 | ales din partea USR-PLUS                                                            |
| 226   | Dénes Seres                     | Sălaj           | UDMR                  |                                                                                     |
| 227   | Ilie Dan Barna                  | Sibiu           | USR                   |                                                                                     |
| 228   | Sebastian-Ilie Suciu            | Sibiu           | AUR                   |                                                                                     |
| 229   | Constantin Șovăială             | Sibiu           | FD                    | ales din partea PNL                                                                 |
| 230   | Christine Thellmann             | Sibiu           | PNL                   |                                                                                     |
| 231   | Bogdan Gheorghe Trif            | Sibiu           | PSD                   |                                                                                     |
| 232   | Raluca Turcan                   | Sibiu           | PNL                   |                                                                                     |
| 233   | Dorel-Gheorghe Acatrinei        | Suceava         | AUR                   |                                                                                     |
| 234   | Mirela Elena Adomnicăi          | Suceava         | PSD                   |                                                                                     |
| 235   | Ioan Balan                      | Suceava         | PNL                   |                                                                                     |
| 236   | Eugen Bejinariu                 | Suceava         | PSD                   |                                                                                     |
| 237   | Radu Tudor Ciornei              | Suceava         | USR                   |                                                                                     |
| 238   | Angelica Fădor                  | Suceava         | PNL                   |                                                                                     |
| 239   | Bogdan Gheorghiu                | Suceava         | PNL                   |                                                                                     |
| 240   | Vlad Popescu                    | Suceava         | PPU-SL                |                                                                                     |
| 241   | Lucian-Florin Pușcașu           | Suceava         | AUR                   |                                                                                     |
| 242   | Gheorghe Șoldan                 | Suceava         | PSD                   |                                                                                     |
| 243   | Costel Barbu                    | Teleorman       | PNL                   |                                                                                     |
| 244   | Florică Ică Calotă              | Teleorman       | AUR                   | ales din partea PNL                                                                 |
| 245   | Florin Piper-Savu               | Teleorman       | PSD                   |                                                                                     |
| 246   | Paul Stancu                     | Teleorman       | PSD                   |                                                                                     |
| 247   | Maria Stoian                    | Teleorman       | PNL                   |                                                                                     |
| 248   | Ben-Oni Ardelean                | Timiș           | PNL                   |                                                                                     |
| 249   | Claudiu-Martin Chira            | Timiș           | FD                    | ales din partea PNL                                                                 |
| 250   | Cătălin Drulă                   | Timiș           | USR                   |                                                                                     |
| 251   | Nicu Fălcoi                     | Timiș           | USR                   |                                                                                     |
| 252   | Sorin Mihai Grindeanu           | Timiș           | PSD                   |                                                                                     |
| 253   | Marilen-Gabriel Pirtea          | Timiș           | PNL                   |                                                                                     |
| 254   | Alfred-Robert Simonis           | Timiș           | PSD                   |                                                                                     |
| 255   | Ciprian-Titi Stoica             | Timiș           | AUR                   |                                                                                     |
| 256   | Cosmin Șandru                   | Timiș           | PNL                   |                                                                                     |
| 257   | Daniel-Liviu Toda               | Timiș           | REPER                 | ales din partea USR-PLUS                                                            |
| 258   | Mirela Furtună                  | Tulcea          | PSD                   |                                                                                     |
| 259   | Michael Gudu                    | Tulcea          | PNL                   |                                                                                     |
| 260   | George Șișcu                    | Tulcea          | PNL                   |                                                                                     |
| 261   | Eugen Terente                   | Tulcea          | USR                   |                                                                                     |
| 262   | Mihai-Cătălin Botez             | Vaslui          | USR                   |                                                                                     |
| 263   | Raisa Enachi                    | Vaslui          | AUR                   |                                                                                     |
| 264   | Tudor Polak                     | Vaslui          | PNL                   |                                                                                     |
| 265   | Eduard-Andrei Popica            | Vaslui          | PSD                   |                                                                                     |
| 266   | Adrian Solomon                  | Vaslui          | PSD                   |                                                                                     |
| 267   | Irinel Ioan Stativă             | Vaslui          | PSD                   |                                                                                     |
| 268   | Nelu Tătaru                     | Vaslui          | PNL                   |                                                                                     |
| 269   | Cristian Buican                 | Vâlcea          | PNL                   |                                                                                     |
| 270   | Laurențiu-Nicolae Cazan         | Vâlcea          | PNL                   |                                                                                     |
| 271   | Ion-Marian Lazăr                | Vâlcea          | USR                   |                                                                                     |
| 272   | Eugen Neață                     | Vâlcea          | PSD                   |                                                                                     |
| 273   | Daniela Oteșanu                 | Vâlcea          | PSD                   |                                                                                     |
| 274   | Ștefan-Ovidiu Popa              | Vâlcea          | PSD                   |                                                                                     |
| 275   | Georgel Badiu                   | Vrancea         | AUR                   |                                                                                     |
| 276   | Ionel Dancă                     | Vrancea         | FD                    | ales din partea PNL                                                                 |
| 277/1 | Nicușor Halici                  | Vrancea         | PSD                   | până la 1 martie 2022                                                               |
| 277/2 | Laurențiu-Daniel Marin          | Vrancea         | PSD                   | de la 14 martie 2022                                                                |
| 278   | Elena Stoica                    | Vrancea         | PSD                   |                                                                                     |
| 279   | Ion Ștefan                      | Vrancea         | FD                    | ales din partea PNL                                                                 |
| 280   | Victoria-Violeta Alexandru      | Mun. București  | FD                    | aleasă din partea PNL                                                               |
| 281   | Alin-Gabriel Apostol            | Mun. București  | USR                   |                                                                                     |
| 282   | Mihai-Alexandru Badea           | Mun. București  | USR                   |                                                                                     |
| 283   | Cristian-Tudor Băcanu           | Mun. București  | PNL                   |                                                                                     |
| 284   | Sebastian Ioan Burduja          | Mun. București  | PNL                   |                                                                                     |
| 285   | Diana-Anda Buzoianu             | Mun. București  | PLUS                  |                                                                                     |
| 286   | Daniel Florea                   | Mun. București  | AUR                   | ales din partea PSD                                                                 |
| 287   | Oana-Consuela Florea            | Mun. București  | PSD                   |                                                                                     |
| 288   | Nicoleta-Matilda Goleac         | Mun. București  | PSD                   |                                                                                     |
| 289/1 | Carmen-Ileana Mihălcescu        | Mun. București  | PSD                   | până la 1 decembrie 2023                                                            |
| 289/2 | Petre-Florin Manole             | Mun. București  | PSD                   | de la 4 decembrie 2023                                                              |
| 290   | Rodica Nassar                   | Mun. București  | PSD                   |                                                                                     |
| 291   | Claudiu-Iulius-Gavril Năsui     | Mun. București  | USR                   |                                                                                     |
| 292   | Denisa-Elena Neagu              | Mun. București  | USR                   |                                                                                     |
| 293   | Ludovic Orban                   | Mun. București  | FD                    | ales din partea PNL                                                                 |
| 294   | Oana-Marciana Özmen             | Mun. București  | PNL                   | aleasă din partea USR                                                               |
| 295   | Rareș-Tudor Pop                 | Mun. București  | USR                   |                                                                                     |
| 296   | Dan-Cristian Popescu            | Mun. București  | PSD                   |                                                                                     |
| 297/1 | Pavel Popescu                   | Mun. București  | PNL                   | până la 11 octombrie 2023                                                           |
| 297/2 | Mara Mareș                      | Mun. București  | PNL                   | de la 18 octombrie 2023                                                             |
| 298   | Cristina Prună                  | Mun. București  | USR                   |                                                                                     |
| 299   | Alexandru Rafila                | Mun. București  | PSD                   |                                                                                     |
| 300   | Cristian-Gabriel Seidler        | Mun. București  | USR                   |                                                                                     |
| 301   | George Simion                   | Mun. București  | AUR                   |                                                                                     |
| 302   | Diana Stoica                    | Mun. București  | PLUS                  |                                                                                     |
| 303   | Antonel Tănase                  | Mun. București  | FD                    | ales din partea PNL                                                                 |
| 304   | Dragoș-Cătălin Teniță           | Mun. București  | REPER                 | ales din partea USR-PLUS                                                            |
| 305   | Cristina Trăilă                 | Mun. București  | PNL                   |                                                                                     |
| 306   | Daniel Tudorache                | Mun. București  | PSD                   |                                                                                     |
| 307   | Adriana-Diana Tușa              | Mun. București  | PSD                   |                                                                                     |
| 308   | Oana-Silvia Țoiu                | Mun. București  | PLUS                  |                                                                                     |
| 309   | Varol Amet                      | Național        | Minorități            |                                                                                     |
| 310   | Ognean Crîstici                 | Național        | Minorități            |                                                                                     |
| 311   | Silviu Feodor                   | Național        | Minorități            |                                                                                     |
| 312   | Iulius Marian Firczak           | Național        | Minorități            |                                                                                     |
| 313   | Ovidiu-Victor Ganț              | Național        | Minorități            |                                                                                     |
| 314   | Giureci-Slobodan Ghera          | Național        | Minorități            |                                                                                     |
| 315   | Andi-Gabriel Grosaru            | Național        | Minorități            |                                                                                     |
| 316   | Iusein Ibram                    | Național        | Minorități            |                                                                                     |
| 317   | Ghervazen Longher               | Național        | Minorități            |                                                                                     |
| 318   | Cătălin-Zamfir Manea            | Național        | Minorități            |                                                                                     |
| 319   | Adrian-Miroslav Merka           | Național        | Minorități            |                                                                                     |
| 320   | Gheorghe Nacov                  | Național        | Minorități            |                                                                                     |
| 321   | Varujan Pambuccian              | Național        | Minorități            |                                                                                     |
| 322   | Nicolae-Miroslav Petrețchi      | Național        | Minorități            |                                                                                     |
| 323   | Ionel Stancu                    | Național        | Minorități            |                                                                                     |
| 324   | Bogdan-Alin Stoica              | Național        | Minorități            |                                                                                     |
| 325   | Silviu Vexler                   | Național        | Minorități            |                                                                                     |
| 326   | Dragoș-Gabriel Zisopol          | Național        | Minorități            |                                                                                     |
| 327   | Valentin-Ilie Făgărășian        | Străinătate     | PNL                   |                                                                                     |
| 328   | Ștefan-Iulian Lőrincz           | Străinătate     | USR                   |                                                                                     |
| 329   | Simina-Geanina-Daniela Tulbure  | Străinătate     | REPER                 | aleasă din partea USR-PLUS                                                          |
| 330   | Boris Volosatîi                 | Străinătate     | AUR                   |                                                                                     |